# ЕКСПО Пловдив '81
Най-голямата специализирана изложба за Пловдив през 1981 се регулира от Международното бюро изложби и се провежда от 14 юни на 12 юли 1981 г. Темата на изложбата е „лов, риболов и човек в обществото“. Има площ от 51 хектара.
Кандидатура в пробата е подадено[ неясно? ] на юни 12 1980 г.